# ادم ریه
اِدِمِ ریه (به انگلیسی: Pulmonary edema) به معنی تجمع آب میان بافتی در ریه می‌باشد. هر چند ادم ریوی در پنومونی نیز دیده می‌شود ولی ادم حاد ریه — که به دلیل اختلال در اکسیژن رسانی خون می‌تواند بسیار کشنده نیز باشد — بیشتر ناشی از یک بیماری قلبی عروقی است، مثلاً در نارسایی احتقانی قلب یا به دنبال سکته قلبی. درمان بیشتر با نیتروگلیسیرین، مورفین، اکسیژن، دیورتیک‌هایی مانند فورزماید و… می‌باشد.